# Грушецька Агафія Семенівна
Єфимія-Агафія Семенівна Грушецька (нар. 1663 — пом. 14 [24] липня 1681, Москва) — московська цариця польського походження. З 18 липня (28 липня) 1680 року дружина царя Федора Олексійовича. Народила єдину дитину, яка померла в дитинстві, — царевича Іллю Федоровича.
Представниця дворянського роду Грушецьких, дочка воєводи Семена Федоровича Грушецького. Померла на третій день після пологів 14 липня (24 липня) 1681 року від гарячки. Похована у Вознесенському монастирі. Перепоховали в підземній палаті південної прибудови Архангельського собору в 1929 році.

## Життєпис

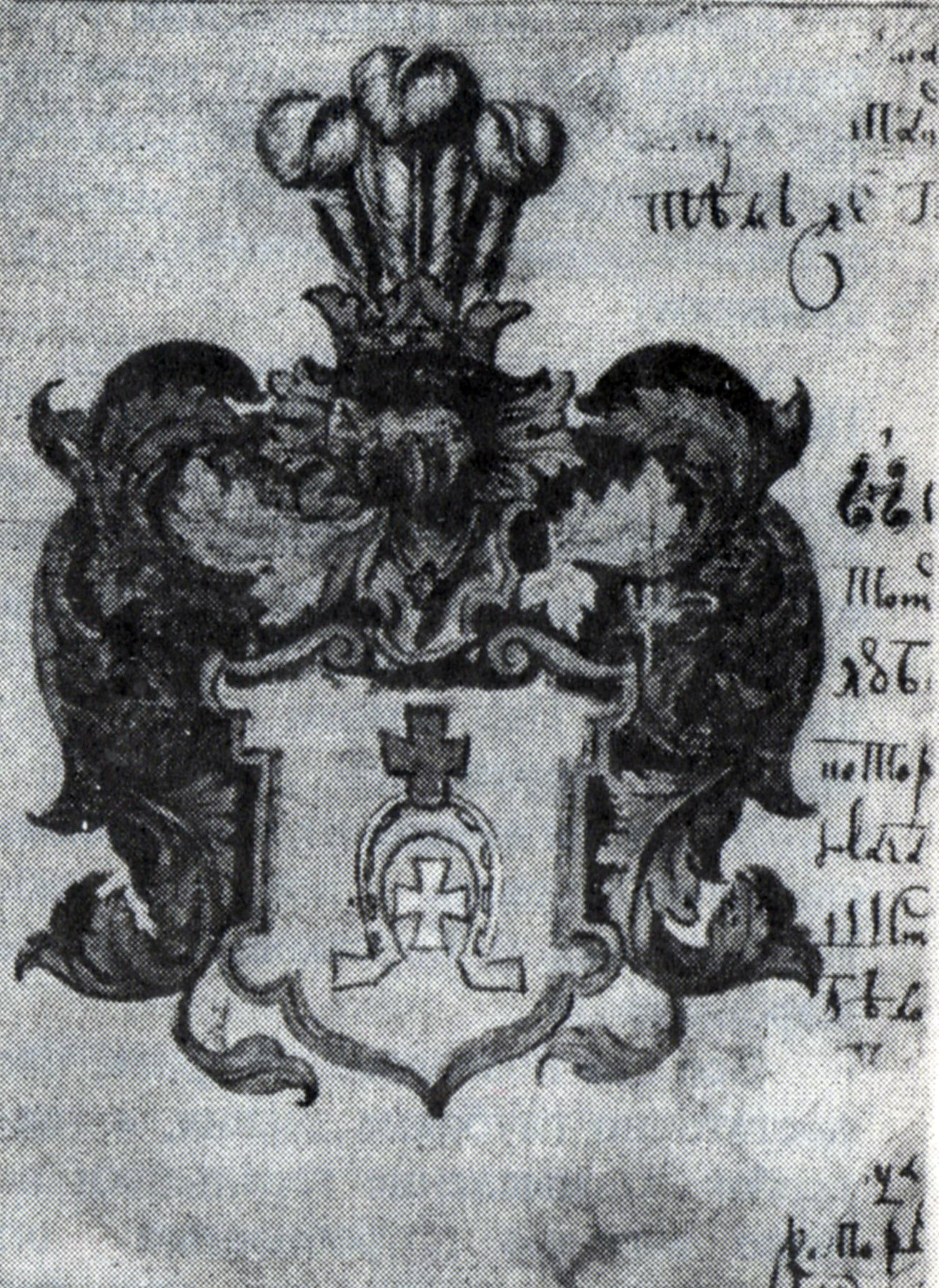
Герб, поданий Грушецькими в 1680-ті роки до Палати родовідних справ, прикладений до родоводу розпису

Агафія була дочкою смоленського шляхтича польського походження Семена Федоровича Грушецького, колишнього московського шляхтича і чернавського воєводи.

### Знайомство царя Федора Олексійовича з Агафією
18-річний цар Федір Олексійович вперше побачив її в натовпі під час хресного ходу: «між багатьох смотрящим народом», коли йшов у ході за святими іконами. Це було 4 квітня 1680 року, у Вербну неділю. Дівчина дуже сподобалася царю, і він доручив царського постільничому Івану Максимовичу Язикову навести довідки про неї. Язиков відвідав будинок Заборовських, познайомився з дівчиною і передав свої враження цареві. Виявилося, що це Агафія Семенівна Грушецька, і вона живе з матір'ю в Китай-городі в будинку двоюрідного дядька, думного дворянина Семена Івановича Заборовського, який до 1677 року керував Монастирським наказом. Федір велів передати Заборовському, «щоб він ту свою племінницю оберігав і без указу заміж не видавав».
Бажаючи таємно поглянути на вподобану дівчину, 10 червня 1680 року цар поїхав на коні гуляти на Воробйові гори, а по дорозі «випадково» проїхав повз будинки Заборовських в Китай-городі. Слідуючи суворих шлюбних звичаїв старої Москви, рідня показала Федору Олексійовичу дівчину в горищному вікні.

### Огляд наречених

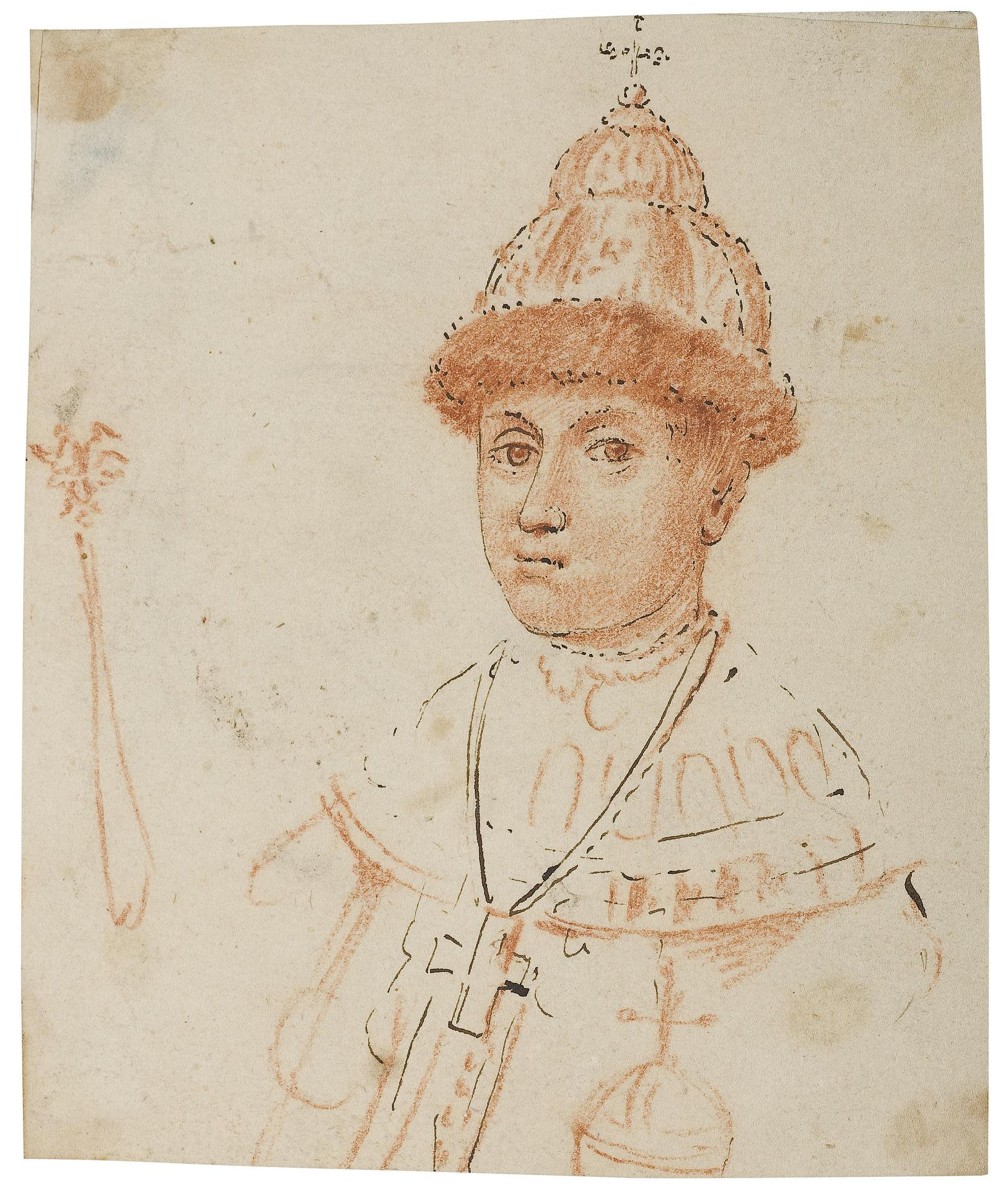
Невідомий голландський художник. Цар Федір Олексійович у 1676

Не бажаючи порушувати старовинних звичаїв, цар наказав скликати в липні 1680 року всіх красивих дівчат з вищого кола для оглядини наречених і вибрав з них Грушецьку. У видаткових палацових записах збереглися імена тих дівчат, які були привезені для оглядин; включаючи майбутню царицю, наречених було 19. Серед них після оглядин повернуті по домівках — дочки Федора Куракіна Марфа і Ганна; донька Івана Хитрово Василина; дочка окольничого князя Данила Великого Галина; дочка стольника князя Микити Ростовського; дві дочки князів Семена та Олексія Звенигородських; дочки князів Семена Львова, Володимира Волконського. Всім дівчатам було дано государеву платню: чотири зарбави (рід парчі) — ціна 101 крб.; 40 арш. отласів; 70 арш. обярей (щільна шовкова тканина); 180 арш. камок.
Один із найближчих родичів Федора Олексійовича, Іван Ілліч Милославський, дізнавшись про вибір царя, почав поширювати про царську наречену ганебні чутки з метою перешкодити появі на перших ролях в царському палаці Агафії, що перешкоджало його планам по звеличенню роду Милославських, які вже були у родинних стосунках з Романовими, і що йшло врозріз із прагненнями цього придворного угруповання, послаблюючи їх вплив при дворі.. Милославський сказав цареві, що «мати ея і вона в деяких непристойностях відомі!» Юний цар був засмучений, але його наближені вмовили перевірити слова дядька. Іван Максимович Язиков і Олексій Тимофійович Лихачов (вихователь царевича Олексія Олексійовича) вирушили до Семена Заборовського і, ніяковіючи, запитали його про стан нареченої. Вони стали міркувати, як про таку делікатну справу запитати у дівчини, однак Агафія Семенівна, почувши їхню розмову, сама вийшла до гостей і сказала їм, «щоб вони про ея честі ні якого сумніву не мали і вона їх під втратою живота свого затверджує!» Як зазначив історик Аполлон Григорович Кузьмін в одній зі своїх книг, ця спроба Івана Милославського обмовити царську наречену, Агафію Семенівну Грушецьку, розбилася про наполегливість молодого царя Федора Олексійовича, і завидну для того часу сміливість самої нареченої, яка виявилася здатною постояти за себе. Сам Милославський ж домігся лише того, що на нього обрушився гнів царя, і тільки заступництво Агафії Семенівни врятувало його від царської опали. Цариця Агафія клопотала у його величності прощення Милославському. Цар знову дозволив Милославському бути при дворі, але вплив його не повернувся. Історики, серед яких Василь Микитович Татищев, Микола Іванович Костомаров, Євген Володимирович Пчелов, Сергій Михайлович Соловйов, сходяться на думці, що поширювані Іваном Милославським чутки були помилковими, а саме їх розповсюдження мало на меті недопущення до двору нікого іншого, здатного послабити вплив Милославських. Агафія Семенівна була повністю виправдана від наклепу, і цар одружився з нею.
Згідно Татищева, цар, «полюбив Грушецьку, ні на кому, окрім неї, одружуватися не хотів. Мама його і дядько, хотіли одружити його на інший, Грушецьку багатьма неіснуючими приводами засуджували, але він, повіривши у неї саме, поєднувався». Молодий цар у владно-політичному відношенні слідував усталеним на той час традиціям, і те, що його першою дружиною стала жінка польського походження, здавалося подією надзвичайною.
Шлюб царя Федора Олексійовича з Агафією Грушецькою було організовано його найближчими фаворитами — Іваном Максимовичем Язиковим і Олексієм Тимофійовичем Лихачовим. «Нові Люди і незнатні, вони тільки своїй спритності і вкрадчивости були зобов'язані своїм наближенням до Федора, який дуже прив'язався до них. У боротьбі за переважання з Милославськими, за якими стояли сестри і тітки царя, нові фаворити потребували сильної підтримки, а її могла надати їм, як і раніше Наталія Наришкіна Артамону Матвєєву, тільки молода цариця. Милославські безпосередньо приписували шлюб Федора їх інтризі». Після одруження вплив Лихачова та Язикова різко зріч, а Милославські відійшли в тінь. Постільничий Іван Максимович Язиков 8 травня 1681 року був пожалуваний в бояри.

### Весілля
18 липня (28 липня) 1680 року відбулось вінчання Федора Олексійовича з Агафією Семенівною Грушецькою. Вінчання відбувалося в  Успенському соборі при патріархові Іоакимі (патріарх Іоаким був також наставником молодого царя Федора Олексійовича і активно брав участь в державних справах).
Весілля відсвяткували без всякого чину і пишності, дуже скромно, навіть скромніше, ніж це було при одруженні царя Олексія Михайловича на Наталії Наришкіній. Під час вінчання з церковних служителів були тільки два ключаря та єдиний соборний диякон. Інших церковних служителів не було. Перед государем в Соборну церкву з хрестом йшов духівник, а кропив Спаський протопоп.
Нідерландський резидент барон  Йоганн Келлер описав царське весілля у своєму донесенні від 20 липня:

«…минулої неділі його царська величність святкував обряд свого весілля; його дружиною не стала жодна з княгинь, про які я писав у постскриптумі мого останнього листа і які були супроводжені до Палацу для того, щоб його царська величність міг вибрати собі наречену серед них, а нею стала особа з не надто багатої сім'ї, яка належить, швидше за все, до польської нації, ніж до російської; його величність цим хотів відкрито довести <…>, що він неодмінно хоче висловити свою волю, а не слідувати в цьому відношенні волі вельмож Двору: <…> адже якщо він порідниться зі знаменитою родиною, яка за допомогою цього стане надто важливою й надто могутньою і буде прагнути таким чином утискати менш знатних, то це може привести до небезпечних сварок».

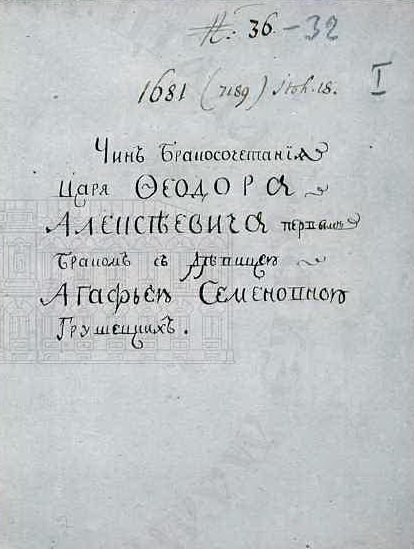
Титульний аркуш чиновного списку весілля царя Федора Олексійовича з Агафією Семенівною Грушецькою

Симеон Полоцький та його учень, новий придворний поетик монах Сильвестр Медведєв склали оди на це «велике і радісне для всієї землі Московської торжество». Країна була сповіщена лаконічною окружною грамотою.
Після самого весілля у молодої цариці, за звичаєм, був стіл для бояринь.
Після царського весілля двоюрідний дядько Агафії з боку матері  Семен Заборовський потрапив до числа  думних дворян, з 20 липня — боярин. Цар подарував Семену Івановичу Заборовському в 1681 році село  Васильєвське. Ганна і Фекла, сестри Агафії, були видані за знатних женихів: перша за  сибірського царевича  Василя, друга стала княгинею  Урусовою; обидві по милості царя і сестри-цариці отримали і щедрий посаг. Двоюрідні брати Грушецькі отримали боярський чин «жильців», молодший чин при дворі. Федір Олексійович пожалував двоюрідного брата майбутньої цариці Василя Фокича Грушецького в  стряпчі 2 травня 1680 року, ще до весілля. 17 липня, за день до весілля Василь Фокич Грушецький був підвищений до стольника, а 20 липня — в  спальники, пробувши в стольниках тільки три дні. 31 липня її двоюрідних братів Кузьму Йосиповича, Кіндрата і Михайла Фокичів цар зробив своїми кімнатними стольниками. Батькові цариці  Семену Федоровичу було дано боярство. Матері її, боярині Марії Іванівні Грушецькій (до шлюбу Заборовській), надано було село Василівське з Ординцями, Борисовською, Биковкой та Бяконтовим. Нові царські родичі та свояки відразу зайняли привілейоване становище серед московських чинів. Грушецький і Заборовський, а також їх близька і далека рідня великим кланом увійшли до складу верхів столичного дворянства.
У записах московської приказної людини зберігся запис про весілля Федора Олексійовичата Агафії Грушецької:
цариця «взята з двору <…> Семена Івановича Заборовського, і йому була по спорідненості племінниця. І в той день місто Кремль був замкнений».

### Цариця Агафія Семенівна

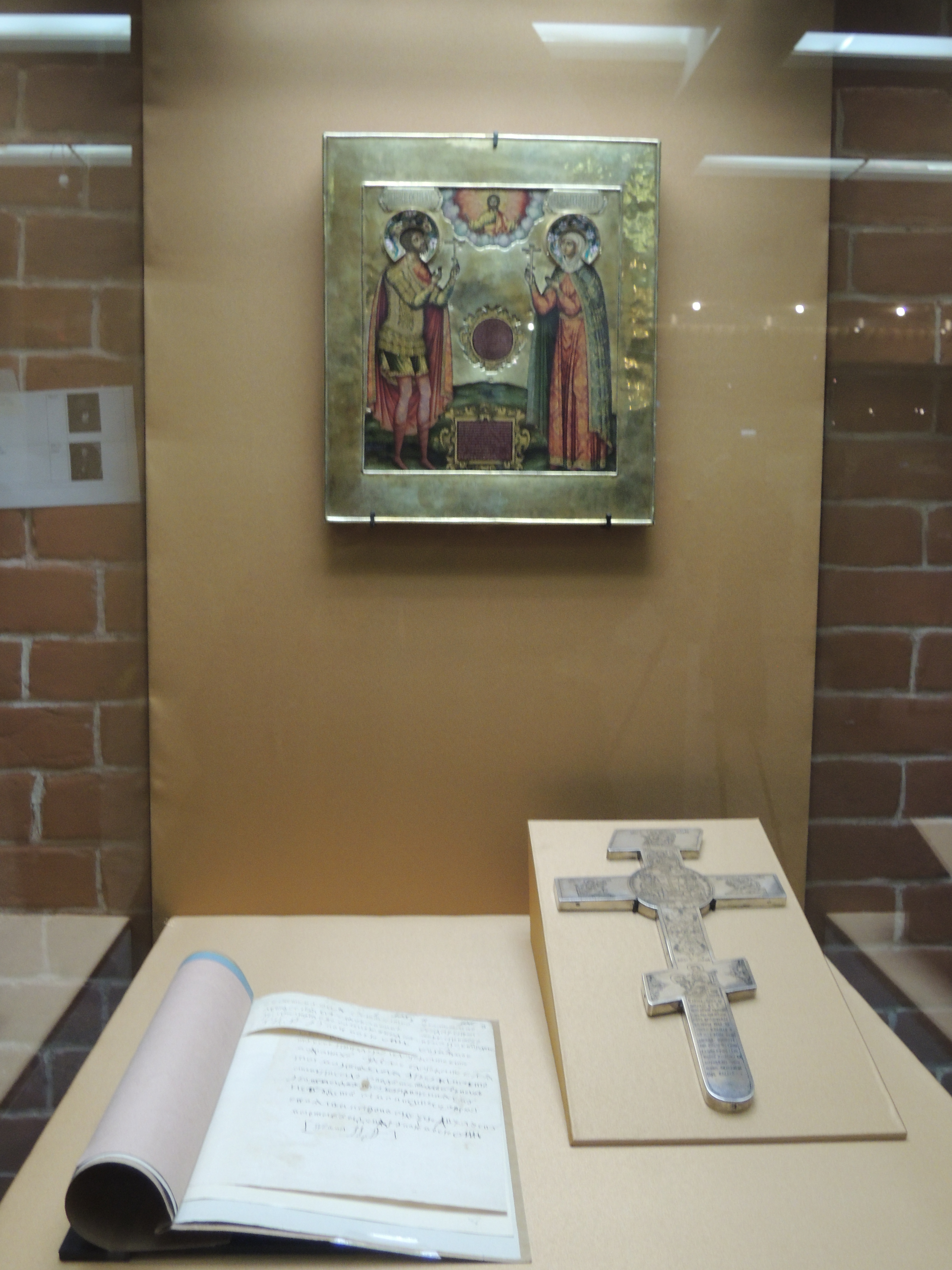
Ікона «Св. Федір Стратилат і вмч. Агафія». Внесок царя Федора Олексійовича та Агафії Семенівни Грушецької в Александрівський Успенський монастир

Відразу після весілля цар зайнявся будівництвом нових дерев'яних хором як для себе і своєї дружини, так і для своїх сестер, великих і менших царівен. Його хороми були поставлені у терема біля західної стіни Воскресенської теремної церкви; сюди ж перенесено і хороми Наталії Кирилівни.
Агафія Семенівна здійснювала сильний вплив на чоловіка і відігравала значну роль у придворного життя. Під її впливом значно змінився і придворний побут. Цар Федір Олексійович першим з московських надів польський кунтуш, що повторили і всі придворні, скасував звичай голити голову і почав носити довге волосся. Історик Іван Іванович Голіков писав:
«Цар не любив пишноти ні одягу, ні на столі, ні в уборах. Цю економію підтримав монарх повелінням не носити татарської сукні і наказав ходити в подібному польському, або стародавньому російському, північного клімату властивому».
У царських палатах завели багато нововведень. Багато придворних — і не легковажна молодь, а важливі старші бояри — почали підстригати свої бороди і у відкриту курити тютюн, а деякі з них, крім цього, стали надягати короткополий німецький одяг. Агафія принесла багато добра Московському царству, вона: «вмовила чоловіка знищити охабни, потворні жіночі сукні… ввести гоління борід і стрижку волосся, польські шаблі і кунтуші і, що ще важливіше, допустити в Москві закладку польських і латинських шкіл». Воїни нарешті позбавилися від ганебних жіночих охабней, які повинні були носити ратні люди, що втекли з поля бою. За її наполяганням у Москві було закладено кілька латинських і польських шкіл. Також за її впливу було наказано вилучити з церков особниї ікони, які ставили у своїх храмах парафіяни, кожен особисто для себе, як своїх богів-патронів (цим іконам молилися і ставили свічку тільки вони, іншим же нікому не дозволяли).
Всі ці нововведення не могли не викликати в Москві появи деяких чуток, пліток і інтриг. Стали з'являтися розмови про намір царя прийняти «польську (лядську) віру», згадали тут і Дмитра-Самозванця і Марину Мнішек. На думку історика Данила Лукича Мордовцева, всіма цими інтригами не могла не керувати царівна Софія Олексіївна.
Крім того, вона дозволяла собі відкрито з'являтися перед людьми і часто сиділа і ходила поруч з царем, чого ніколи не бувало раніше. Сміливість молодої цариці могло бути наслідком і її більш вільного, як було прийнято тоді в Москві, виховання. Вона володіла рішучим характером, що дозволило, на думку історика Павла Володимировича Сєдова, переступити вікові заборони московського двору. Присутність цариці Агафії Семенівни поруч з царем Федором Олексійовичем змінювало усталений звичний уклад придворного життя того часу.
Цариця Агафія здійснила переворот і в жіночій придворній моді, вона сама носила шапку як у польській моді, що залишала неприкритим волосся. Після смерті царя Федора Олексійовича навіть царівна Катерина Олексіївна носила «шапку і плаття в польському стилі… закинула московські каптани, перестала заплітати волосся в одну косу». Також і царівна Марія Олексіївна одягалася «по-польськи».
Історик Павло Володимирович Сєдов вважає, що ще до весілля манера одягатися Агафії Семенівни виходила за рамки московських звичаїв, що також могло посприяти зверненню на неї уваги царя в натовпі народу. Він же характеризує царицю Агафію Семенівну як благочестиву московську царицю, повну чеснот, милостиву, яка клопотала перед царем навіть за своїх недоброзичливців.

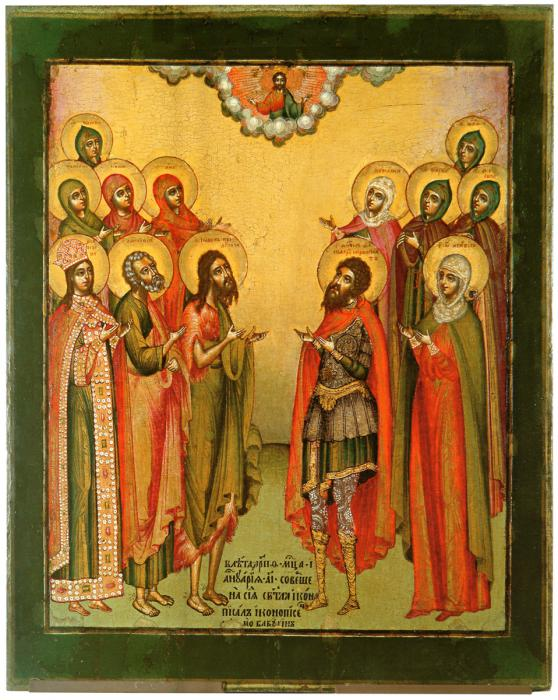
Ікона святих покровителів царя Федора Олексійовича та Аафії Грушецької і їх рідні. Ікона із суздальського собору монастиря Ризположенського

Про доброчесний характер Агафії Семенівни, крім прощення Івана Милославського, говорить ще один факт — в ті часи Богдан Федорович Полібін, що сидів у Холопьєму наказі (пізніше — наказової суддя), людина правдива і шанована людьми, але якого також не любив Милославський, маючи крайню нужду, зайняв 300 рублів, заклавши село, але не зміг вчасно повернути весь борг. Піддячий його наказу радив йому взяти з наказу грошей, скільки бракує, а за часом виплатити. Про це донесли Милославському, який государю доніс, що суддя Полібін вкрав з казни грошей 300 рублів. Государ, повіривши цьому, велів покарати того й заслати. Цариця, почувши це, запитала у Милославського, для чого і як він учинив, на що той відповідав, що не запитував про хід справи. На це йому государиня з гнівом вимовляла, що він засуджує людину без суду і, не відаючи справді справи, государю доносить. Пані звеліла розслідувати всі справи, детальніше дізналася про Полібіна і, дізнавшись про все докладно, направила з Іваном Потьомкіним 300 рублів. Крім того, що цариця врятувала Полібіна від біди, вона його ще й щедро нагородила.
Що ще примітно — при Агафії Семенівні царівни отримали деяку фінансову самостійність. Раніше в кімнати царівен приносили товари, куплені ними або взяті в кредит наказом майстерні палати. Тепер же царівни могли самі розпоряджатися купити для себе ту або іншу річ, наказуючи оплатити придбання в приказі.
Цар Федір Олексійович разом з царицею Агафією Семенівною поставили в іконостас собору Стрітенського монастиря в 1680 році образи святих покровителів царської сім'ї. На однаковій відстані від царських врат були розташовані ікони святого Федора Стратилата і святої мучениці Агафії. Аналогічна ікона була передана в Олександрівський Успенський монастир. Крім того, в Муромському історико-художньому музеї зберігається ікона з суздальського собору Ризположенського монастиря (іконописець Кузьма Яковлєв Бабухін, 1681, ВСМЗ), на якій зображені тринадцять святих — покровителів царя Федора Олексійовича і його дружини Агафії Семенівни Грушецької (а також мачухи царя — другої дружини Олексія Михайловича, Наталії Кирилівни Наришкіної, а також всіх братів і сестер Федора Олексійовича).
При цариці були й дворові боярині: Грушецька Марія Матвіївна, Хитра Ганна Петрівна (вона ж дворова бояриня і у матері Агафії Семенівни — Грушецької Марії Матвіївни), Горчакова Агафія Романівна, Плещеєва Федора Іванівна, Вельямінова Орися Федорівна (вона ж світлична цариці), Свиньїна Авдотья Іванівна, Полтєва Ганна Іванівна, Неєлова Федосія Іванівна (зі скарбників царевича Федора, пізніше пострижена в 1688 році).

### Вплив на моду
З приходом у палац Агафії Семенівни при дворі сталися серйозні зміни в палацовому гардеробі. Молода цариця, за свідченням сучасників, вмовила царя скасувати охабни, «стригти волосся та голити бороди, носити шаблі збоку і одягатися в польські кунтуші».
Цариця Агафія здійснила переворот і в жіночій придворній моді. Вона сама носила шапку по польській моді, коли волосся залишалося відкритими, що виходило за рамки московських звичаїв того часу. У кроїльних і видаткових книгах (які сьогодні зберігаються у фонді Збройової палати) Царицинської Майстерній палатиф 1680—1682 років є ряд звісток про виготовлення для цариці і царівен шапок «на польський манер». Слідом одягатися по польській моді за молодою царицею стали і молодші царівни: «Катерина — носить шапку і плаття за польським смаком, закинула московські каптани, перестала заплітати волосся в одну косу. Марія, красивіше Катерини, і ця одягалася по-польськи».
Перша згадка про «польські шапочки» цариці Агафії відноситься до 19 вересня 1680 року. У палаці в цей день відзначались іменини царівни Софії Олексіївни, і для Агафії Семенівни була пошита «шапка оксамит на полський манер, на окол пари соболів <…>, на кройку пішло бархоту два вершка, на спід чверть поли хребтів білок. Взявся робити Новомещанської слободи поляк Семен Васильєв син Карешенков. Йому ж дано робити й іншу шапка бархот ал ж, на окол соболь <…>, мереживо срібного аршин». А наступного дня, 20 вересня, для найбільших модниць в царському теремі, молодих царівен Катерини і Марії, також виготовили «польські шапочки», що, на думку історика Павла Володимировича Сєдова, випливало з того, що новий головний убір цариці мав успіх на палацовому святі.
Заможні полячки тих часів носили оксамитові шапки з хутряними вилогами з куниці, бобра і соболя. Під саму шапочку вони надягали намітку (традиційний польський жіночий головний убір, який являє собою велике покривало з легкої тонкої тканини, що покриває голову і плечі). Краї польського намітки оздоблювали вишивкою чи золотим шиттям. Намітка надійно закривала волосся, а у дівчат вони могли бути злегка прикриті. Польські придворні дами другої половини XVII століття вже залишали волосся відчиненими. Однак відомості про матеріали для намітки відсутні, з чого, на думку історика Павла Володимировича Сєдова, слід вважати, що Агафія Семенівна не закривала волосся повністю, а прибирала їх мереживом, унаслідок чого в московських документах такі шапки іменувалися ще іноді «дівочими».
21 вересня 1680 царська сім'я виїхала на  прощу до  Троїце-Сергієвого монастиря, і до цього дня для цариці були скроєні « дві шапки польських дівчачих… срібні» 6  вершків, «на окол пара соболів»..
11 жовтня 1680 року на замовлення цариці була виготовлена ще одна шапка, «на підкладку атласу червчатого піваршина. Кроїв поляк Семен Кашпенков». Пошиту шапку цариця подарувала своїй тітці Авдотьї Микитівні Заборовській. 12 жовтня шапошному майстру Новомещанської слободи Семену Капашенинову за виготовлення чотирьох «польських шапок», в тому числі за дві объяри і «за дві ж парчові по золотій землі з соболями», було сплачено 25 копійок. Кілька з пошитих новомодних шапок цариця Агафія роздарувала того ж дня. Одну з них вона подарувала дружині свого дворецького — думного дворянина Микити Івановича Акінфова. Своїй сестрі Феклі Семенівні, яка стала дружиною боярина Федора Семеновича Урусова, вона подарувала ушанці, скроєні із шматків парчі (алтабасу), що залишилися від «польських шапок».
22 жовтня 1680 року, на свято Казанської ікони Божої Матері, для цариці були скроєні ще 4 новомодних головного убору: «Шапка на польський манер… у покройці вийшло оксамиту» 10 вершків, «обрано місцями, так окол півтора соболя, <…> так на з-під пари ж соболів»; «три шапки на польський манер, парча (атлабас), по ньому травичка і листки золоті, після покройки вийшло аршин, <…> так на околи дві пари соболів <…>, та на спід три пари соболів».
В наступних чотири холодні місяця згадки про «польські шапки» не простежуються, ймовірно, з тієї причини, що їх не носили взимку. Тільки 22 лютого 1681 року для цариці Агафії була скроєна «шапка оксамит червчат на польський манер без дір, на кройку вийшло оксамиту шість вершків, на окол пари соболів <…>, на тулею третину поли хребтів білок, кроїв поляк шапошник Семен Кашпетной». Над рядком до цього запису дописано: «зразкова». Дата 22 лютого у тому році припадала на другий тиждень Великого посту, і шапка, найімовірніше, була виготовлена тільки для показу, бо використання її в цей час було недоречно. Більш кроїльні і видаткові книги того часу не містять даних про виготовлення «польських шапок» для молодої цариці Агафії Семенівни. А в очікуванні пологів вона носила вже наявні в своєму гардеробі головні убори. 8 травня 1681 року цариця Агафія виїжджає в Преображенське і бере з собою (поряд з традиційними московськими треухами) три «шапки полські: атлас виницейський золотний, зарфаб золтний, оксамит ал з хвости».
Введена мода на «польські шапочки» прижилася в палаці. 28 квітня 1681 року була скроєна «польська шапка» з гладкого оксамиту (на яку пішло піваршина оксамиту) для царівни Марії Олексіївни. 23 грудня того ж року (вже після смерті цариці Агафії) Семену Шапошникову було сплачено по 20 копійок за дві оксамитові польські шапки для царівен Марфи Олексіївни та Феодосії Олексіївни.
Після смерті цариці Агафії Семенівни молодий цар Федір Олексійович 15 лютого 1682 року одружився з шістнадцятирічною Марфою Матвіївною Апраксіною, яка також захопилася новою модою. 3 березня 1682 року до государині цариці в хороми на польську шапку відпустили 5 вершків зеленого оксамиту. 20 березня того ж року було оплачено виготовлення шовкових квітів, які дружина полковника К. І. Арпова робила спеціально «в коруну» Марфі Матвіївні. 15 квітня новомещанської слободи поляку шапошнику Семену Капошенінову заплатили за «польські шапки» для цариці 1 рубль (виходячи з ціни, було виготовлено чотири або п'ять таких шапок). Після смерті Федора Олексійовича молодші царівни Катерина Олексіївна і Феодосія Олексіївна продовжили носити «польські шапочки».
Серед головних уборів цариці були також дві кіки (одна 1-го наряду, інша 2-го наряду), а також три шапки-столбунци (висока пряма шапка у вигляді стовпа). У 1682 році, дві шубки покійної цариці були перероблені для нареченої цариці Марфи Апраксіної.

### Син Ілля Федорович

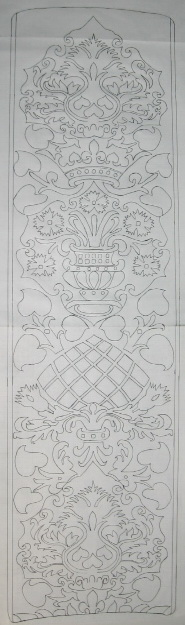
Малюнок савана Агафії Грушецької. Відновлений О. Л. Грушецьким за творінням малюнку XVII століття савана з поховання цариці Агафії Грушецької

В очікуванні народження царського спадкоємця палати Агафії Семенівни в Коломенському були відпущені тканини на оббивку Х-крісел, великі судна, виготовлені ще за цариці Наталії Kirillovne, які подаються в хороми за наказом. 10 липня за звичаєм було виготовлено місце для породіллі: до ковдрі для великої пологової ліжку підкладений испод, і оббиті крісла і триступенева лавка цариці.
У ніч з неділі на понеділок 11 (21) липня 1681 року цариця народила сина, названого Іллею, — першого з московських государів. 11 липня країні було урочисто оголошено про народження у царської чети первістка — царевича Іллі Федоровича. Патріарху звістку про народження спадкоємця доставив Олексій Тимофійович Лихачов. 17 липня Іллю хрестили в теремній палацовій церкві, хрещеною була царівна Тетяна Михайлівна, хрещеним батьком царевича був запрошений ігумен Флорищевої пустині Іларіон, введений в палац Іваном Максимовичем Язиковим. Про це ж йдеться в кроїльній книзі цариці. Хрестив царевича патріарх Іоаким. Ім'я Ілля царевич отримав на честь свого прадіда Іллі Даниловича Милославського. Федір Олексійович доручив спадкоємця турботам боярині Ганни Петрівни Хитрово, яка з дитячих років також виховувала царя.

### Смерть цариці Агафії
Агафія Семенівна померла через три дні після народження сина, 14 (24) липня «годині дня в першій чверті, на пам'ять апостола Акіли». Її смерть була важким ударом для Федора Олексійовича.: він проводив труну до Червоного ганку і до «саней», але був не в змозі бути присутнім на самому поховання у Вознесенському монастирі, і протягом всього сорокоуста не було виходу до панихид; тільки на сороковий день, 22 серпня (1 вересня), цар слухав панахиду у Вознесенському монастирі.
Немовля пережило свою матір лише на тиждень. Новонароджений царевич Ілля помер 21 (31) липня. Цар проводив його також тільки до Червоного ганку і до  саней і не пішов в  Архангельський собор на поховання. Історик Василь Микитович Татищев писав, що після смерті Агафії Семенівни цар Федір Олексійович:

«Як цей государ одруженням своїм з царицею Агафією Семіонівною у великій радості великим коханням обдаровані були і способом подружньої любові справжні чесноти один одному проявляли, яке радувало як їх величність, так і всіх підданих знаком вагітності велику надію на бажаного спадкоємця подало. Але зволенням вищого, народивши його величність царевича, незабаром до великої всіх печалі померла, і по ній незабаром він новонароджений царевич преставився. Чим його величність настільки засмутився, що кілька днів ні з ким говорити і їжу вживати не хотів. І хоча ближні його всіма способами розважити прагнули, але нічого вчинити не могли, і його величність від такої печалі незабаром захворів».

Через півроку після цих втрат цар вибрав собі в наречені Марту Матвіївну Апраксіну (нар.. у 1664 році), але через два місяці після весілля государ раптово помер у Москві на 21-му році життя, так і не залишивши спадкоємця.
У 1929 році Вознесенський монастир, який в середні віки служив місцем поховання представниць московського великокнязівського роду і в якому була похована Агафія Семенівна, був зруйнований більшовиками, а білокам'яні саркофаги з останками цариць вивезені до підземної палати південної прибудови Архангельського собору, де вони перебувають і нині. На її  надгробку написано:

«  Цариця Агафія, уроджена Грушецька. Їй було 18 років від роду
 Літа 7189 липня в 14 день годині дня в першій чверті на пам'ять святого апостола Акіли преставилася раба божого благовірного великого государя царя і великого князя Федора Олексійовича всієї Великої і Малої і Білої Росії самодержця дружина благовірна государиня цариця і велика княгиня Агафія Семенівна і була похована на цьому місці липня о 15 дня».

Поховання цариці Агафії Семенівни Грушецької виявилося незвичайним для дослідників пізніх саркофагів некрополя колишнього Вознесенського собору Кремля, який служив родовою усипальницею великих князів і перших царів Московської держави (спочатку з роду Рюриковичів, а потім Романових). На скелеті, на грудях під одягом лежав золотий наперсний хрестик, прикрашений кольоровою емаллю і написами, — в більш ранніх похованнях цієї усипальниці такі хрести не зустрічалися. Тіло цариці при похованні було загорнуте в шовковий саван. Чудово зберігся її головний убір — волосник на підкладці. Однак від савана і сукні Агафії Грушецької збереглися лише незначні фрагменти, що, втім, не завадило дослідникам відновити малюнок савана.

## Образ в художній літературі
В романі Олександра Івановича Красницького «Цариця-полька» (виданий у 1902 році) розкрито образ і характер Агафії, описані її виховання, знайомство з юним царем Федором Олексійовичем, їх вінчання і час її царювання.
За словами Красницького, Агафія була однією з найкрасивіших дівчат свого часу, вміла читати і писати, побіжно говорила по-польськи, розбиралася в латинських книгах, мала досить ясне поняття про життя на Заході і навіть розуміла, якщо при ній говорили французькою; грала на клавесині. Її нянькою була полька. Красницький писав, що в свій час про блакитнооку красуню Агафію говорили так: «Лицем — ангел небесний, і розумом світла».
В історичній повісті з життя Петра I «Отрок-володар» Лева Жданова (глава «Вінчаний страждалець») описуються вибір Федором Олексійовичем Агафії Грушецької під час «огляду наречених», їх вінчання, піднесення Грушецьких (рідні Агафії), народження спадкоємця. У цій повісті заслуговує уваги думка автора, що хвороба Агафії могла бути причиною невдоволення цим шлюбом бояр:
«І самі лікарі не могли і не сміли дістатися до причин цієї тілесної немочі. Звичайно, вона могла бути тимчасовою, могла залежати від особливого стану молодої царівни… Але хто поручиться, що тут не причетні ті ж темні сили, які зводили з трону чимало і наречених, дружин царських».
Олена Арсеньєва у повісті про життя Софії Олексіївни (царівна, регент при Петрі I) «Сестра братові своєму» описує знайомство царя Федора Олексійовича з Агафією Семенівною, наклеп Івана Милославського, якому такий шлюб був невигідний, весілля, народження царевича, спроби Агафії ввести при дворі польську моду, що особливо подобалося Софії Олексіївні в Агафії.

### Книги
- Агафия Семёновна // Русский биографический словарь: В 25 т. / под ред. А. А. Половцова. — М., 1896—1918. — Т. 1. Аарон — Александр II. — C. 54.
- Агафья Семёновна // Славянская энциклопедия: Киевская Русь — Московия / под ред. В. В. Богуславского. — М.: Олма-пресс, 2001. — Т. 1. — С. 19—20. — ISBN 5-224-02249-5.
- Богданов А. Фёдор Алексеевич: Жизнь и смерть реформатора // Романовы. Исторические портреты. 1613—1762. Михаил Фёдорович — Пётр III / под ред. А. Сахарова. — М.: Армада, 1997. — 448 с. — ISBN 5763202821. Архивная копия от 5 марта 2016 на Wayback Machine
- Йена Д. Затишье перед бурей: царицы Агафья и Марфа // Русские царицы (1547—1918) = Die Zarinnen Russlands (1547—1918) / Пер. с нем. Т. В. Григорьева. — М.: АСТ: Астрель, 2008. — С. 79. — 384 с. — ISBN 978-5-17-049958-80.
- Либрович С. Ф. Царица Агафия Семёновна: записки вельможной панны: с портретами, видами, снимками с исторических картин и пр. / С. Ф. Либрович. — СПб.; М.: Т-во М. О. Вольф, 1913. — 224 с.: ил.
- Литвина А. Ф., Успенский Ф. Б. Об именах царицы Агафьи Симеоновны Грушецкой // У истоков и источников: на международных и междисциплинарных путях / Под ред. Ю. А. Петрова. — М., С-Пб.: Институт российской истории РАН, 2019. — С. 292—306. — 582 с. — ISBN 978-5-98712-727-8.
- Мордовцев Д. Л. VII. Царица Наталья Кирилловна (Нарышкина). Агафья Семеновна Грушецкая. Марфа Матвеевна Апраксина. Царевна Софья Алексеевна. Царевна Екатерина Алексеевна // Русские исторические женщины (Женщины до-петровской Руси). — СПб.: Издательство Н. Ф. Мертца, 1902. — Т. 35. — С. 183. — 214 с. (недоступная ссылка)
- Седов П. В. Закат Московского царства, царский двор конца XVII века / под ред. Е. В. Анисимова. — 2. — СПб.: Петербургский институт истории, изд-во «Дмитрий Буланин», 2008. — 604 с. — 500 экз. — ISBN 978-5-86007-564-1.
- Соловьёв С. М. Глава 2. Брак Феодора на Агафии Семеновне Грушецкой // История России с древнейших времён / под ред. Н. А. Иванова. — М.: Голос; Колокол-Пресс, 1997. — Т. 13. — 746 с. — ISBN 5–7117–0352–02.
- Татищев В. Н. История Российская. — М.: Наука, 1962. — Т. I. — С. 391.
- Татищев В. Н. История Российская. — М.: Наука, 1968. — Т. VII. — С. 174—175, 310.

### Статті
- Панова Т., Синицина Н. Вознесенский некрополь Кремля (рус.) // Наука и жизнь: журнал. — М., 2007. — № 1.
- Ярхо В. Друг царя, государственный преступник… // История: газета. — 2009. — Вып. 13.

### Художня література
- Красницкий А. И. Царица-полячка. — М.: Терра, 1997. — С. 3—154. — 496 с. — (Тайны истории в романах, повестях и документах). — ISBN 5-300-01464-8.
- Жданов Л. Венчанный страдалец // Отрок-властелин. — СПб.: Изд-во А. Ф. Девриена, 1914. — Т. 2. — 342 с. — (Русь на переломе).
- Арсеньева Е. Сестра брату своему (Софья Алексеевна, Россия). — М.: Эксмо, 2008. — 352 с. — (Преступления страсти. Жажда власти). — ISBN 978-5-699-28825-0.

## Кінематограф

### Кіновтілення
- Христина Єкатеринчева — «Романови. Фільм Другий» (2013).